# 交錯
| ウィキペディアには「交錯」という見出しの百科事典記事はありません（タイトルに「交錯」を含むページの一覧/「交錯」で始まるページの一覧）。 代わりにウィクショナリーのページ「交錯」が役に立つかもしれません。 |